# Zakari Lambo
André Zakari Lambo (ur. 14 maja 1976 w Argoum Doutchi) – nigerski piłkarz występujący na pozycji napastnika, 20-krotny reprezentant Nigru.